# 2011年全米オープン (テニス)
2011年 全米オープン（2011ねんぜんべいオープン、US Open 2011）は、アメリカ・ニューヨークにある「USTA ビリー・ジーン・キング・ナショナル・テニスセンター」にて、2011年8月29日から9月12日にかけて開催された。（大会期間中に雨天順延があったため、男子シングルスの決勝が月曜日の9月12日に持ち越された。）

## シニア

### 男子シングルス
ノバク・ジョコビッチ def.  ラファエル・ナダル, 6–2, 6–4, 6–7(3), 6–1
- ジョコビッチはセルビア人として初優勝であり、キャリア通算で28度目のシングルス優勝となった。

### 女子シングルス
サマンサ・ストーサー def.  セリーナ・ウィリアムズ, 6–2, 6–3
- ストーサーにとって初めての4大大会優勝である。オーストラリア女子選手の4大大会シングルス優勝は、1980年ウィンブルドン選手権のイボンヌ・グーラゴング・コーリー以来である。

### 男子ダブルス
ユルゲン・メルツァー /  フィリップ・ペッシュナー def.  マリウシュ・フィルステンベルク /  マルチン・マトコフスキ, 6–2, 6–2
- メルツァーとペッシュナーにとって2010年ウィンブルドン選手権以来2度目の4大大会優勝となった。

### 女子ダブルス
リーゼル・フーバー /  リサ・レイモンド def.  バニア・キング /  ヤロスラワ・シュウェドワ, 4-6, 7-6(5), 7-6(3)
- このペアでは初優勝になるが、レイモンドは3度目、フーバーは2度目の大会優勝である。

### 混合ダブルス
ジャック・ソック /  メラニー・ウダン def.  エドゥアルド・シュワンク /  ヒセラ・ドゥルコ, 7–6 4–6 [10–8]
- ソックとウダンは主催者推薦出場からの優勝である。